# Nick Stahl
Nicolas Kent Stahl (Dallas, Texas; 5 de diciembre de 1979), más conocido como Nick Stahl, es un actor estadounidense, conocido por su papel de John Connor en Terminator 3: La rebelión de las máquinas y por su papel de alumno adolescente Gavin Strick en Disturbing Behavior.

## Trayectoria
Después de que su madre lo llevase a una obra de teatro para niños cuando sólo tenía cuatro años, tuvo claro que su futuro era ser actor. Su carrera se inició con diferentes anuncios y obras de teatro amateur, a la que siguieron dos teleseries que fueron estrenadas a principios de los años 90. 
Su despegue pudo haber llegado en 1993, cuando Mel Gibson le eligió como protagonista de su primera película como director, El hombre sin rostro, en la que realizó una notable y sólida actuación como el incomprendido y rebelde Charles E. 'Chuck' Norstadt; pero sus siguientes trabajos tuvieron una repercusión mucho menor, lo que le hizo desaparecer del primer plano.
Todo cambió en 1998 cuando consiguió dos papeles importantes: en Comportamiento perturbado como el adolescente Gavin Strick, y en La delgada línea roja, que consiguieron un cierto éxito comercial y volvieron a ponerle en primera línea, confirmada ahora por sus trabajos en En la habitación (In the bedroom) y su elección para ser uno de los protagonistas de Terminator 3: La rebelión de las máquinas. 
En 2003 formó parte del reparto de Carnivàle, serie de HBO, donde interpreta a Ben Hawkins, personaje principal en la lucha entre el Bien y el Mal que se desarrolla en la serie.
En el mismo año, actuó con Arnold Schwarzenegger en Terminator 3: La rebelión de las máquinas, película en la que interpretó a John Connor.
La particular apariencia juvenil de Stahl aún en sus 30 años le ha servido para interpretar roles de jóvenes adultos atormentados, rebeldes o de intrincada personalidad. En 2010 interpretó al guardia Matheson Max en Mirrors 2 y a Brendan en The Chameleon con buenas críticas especializadas.

## Filmografía
| Año  | Película                                  | Papel                           | Notas |
| ---- | ----------------------------------------- | ------------------------------- | ----- |
| 2023 | Knights of the Zodiac                     | Cassius                         |       |
| 2022 | Fear The Walking Dead: Dead in the Water  | Riley                           |       |
| 2021 | Fear The Walking Dead                     | Riley                           |       |
| 2020 | Hunter Hunter                             | Lou                             |       |
| 2011 | Dead Awake                                | Dylan                           |       |
| 2010 | Mirrors 2                                 | Max Matheson                    |       |
| 2009 | My One and Only                           | Bud                             |       |
| 2008 | Sleepwalking                              | James Reedy                     |       |
| 2006 | A Cool Breeze on the Underground          | Neal Carey                      |       |
| 2006 | Quid Pro Quo                              | Isaak                           |       |
| 2006 | How to Rob a Bank                         | Jinx                            |       |
| 2006 | The Night of the White Pants              | Raff                            |       |
| 2005 | Sin City                                  | Roark Jr./Yellow Bastard        |       |
| 2005 | Carnivàle                                 | Ben Hawkins                     |       |
| 2003 | Terminator 3: La rebelión de las máquinas | John Connor                     |       |
| 2003 | Twist                                     | Dodge                           |       |
| 2003 | Bookies                                   | Toby                            |       |
| 2002 | Wasted                                    | Chris                           |       |
| 2002 | Taboo                                     | Christian Turner                |       |
| 2001 | Bully                                     | Bobby Kent                      |       |
| 2001 | The Sleepy Time Gal                       | Morgan                          |       |
| 2001 | En la habitación                          | Frank Fowler                    |       |
| 2000 | Sunset Strip                              | Zach                            |       |
| 2000 | All Forgotten                             | Vladimir                        |       |
| 1999 | Seasons of Love                           | Grover de adulto                |       |
| 1998 | La delgada línea roja                     | Soldado de primera Edward Beade |       |
| 1998 | Soundman                                  | Tommy Pepin                     |       |
| 1998 | Disturbing Behavior                       | Gavin Strick                    |       |
| 1997 | Eye of God                                | Tom Spencer                     |       |
| 1996 | My Son Is Innocent                        | Eric Sutter                     |       |
| 1995 | Blue River                                | Young Edward                    |       |
| 1995 | Tall Tale                                 | Daniel Hackett                  |       |
| 1994 | Safe Passage                              | Simon Singer                    |       |
| 1994 | Incident in a Small Town                  | John Bell Trenton               |       |
| 1993 | The Man Without a Face                    | Charles E. 'Chuck' Norstadt     |       |
| 1992 | Woman with a Past                         | Brian                           |       |
| 1991 | Stranger at My Door                       | Robert Fortier                  |       |